# ۸۳۱۸ ابن رشد
سیارک ۸۳۱۸ (به انگلیسی: 8318 Averroes، نامگذاری:1306T-2) هشت هزار و سیصد و هجدهمین سیارک کشف شده‌است که در ۲۹ سپتامبر ۱۹۷۳ کشف شد.
قدر مطلق سیارک برابر ۱۳٫۵۰ است.